# Сведберг, Рудольф
Пер Вильхельм Рудольф «Превен» Сведберг (швед. Per Vilhelm Rudolf "Preven" Svedberg; 19 августа 1910,  Ньюрунда, коммуна Сундсвалль, Вестерноррланд, Швеция — 24 июня 1992, Эскильстуна, лен Сёдерманланд, Швеция) — шведский борец греко-римского стиля, чемпион Олимпийских игр, чемпион Европы, девятикратный чемпион Швеции (1934—1939, 1941, 1942, 1944) 

## Биография
На Летних Олимпийских играх 1936 года в Берлине боролся в категории до 72 килограмма (полусредний вес); титул оспаривали 14 человек. Выбывание из турнира проходило по мере накопления штрафных баллов. Схватку судили трое судей, за чистую победу штрафные баллы не начислялись, за победу решением судей при любом соотношении голосов начислялся 1 штрафной балл, за проигрыш решением 2-1 начислялись 2 штрафных балла, проигрыш решением 3-0 и чистый проигрыш карался 3 штрафными баллами.. Выиграв все схватки, первые три чисто, стал чемпионом олимпийских игр. 
| Круг | Соперник      | Страна       | Результат | Основание                | Время схватки |
| ---- | ------------- | ------------ | --------- | ------------------------ | ------------- |
| 1    | Антун Фишер   | Югославия    | Победа    | Туше (0 штрафных баллов) | 14:41         |
| 2    | Максим Люба   | Франция      | Победа    | Туше (0 штрафных баллов) | 5:05          |
| 3    | Карел Звонарь | Чехословакия | Победа    | Туше (0 штрафных баллов) | 5:05          |
| 4    | Эдгар Пуусеп  | Эстония      | Победа    | 3-0 (1 штрафной балл)    | 11:07         |
| 5    | Эйно Виртанен | Финляндия    | Победа    | 3-0 (1 штрафной балл)    | -             |
| 6    | -             | -            | -         | -                        | -             |
| 7    | Фриц Шефер    | Германия     | Победа    | 2-1 (1 штрафной балл)    | -             |

В 1935 году победил на чемпионате Европы, в 1938 году занял второе место.
После окончания активной спортивной карьеры в середине 1940-х годов стал тренером, в том числе с 1949 года тренер команды Finspångs AIK ; также тренировал национальную сборную, в том числе был главным тренером на  Летних Олимпийских играх 1956 года 